# Srisailamgudem Devasthanam
Srisailamgudem Devasthanam is een census town in het district Nandyal van de Indiase staat Andhra Pradesh. 

## Demografie
Volgens de Indiase volkstelling van 2001 wonen er 6854 mensen in Srisailamgudem Devasthanam, waarvan 52% mannelijk en 48% vrouwelijk is. De plaats heeft een alfabetiseringsgraad van 54%. 